# Carlos Simon

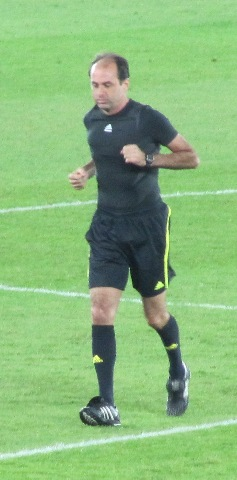
Carlos Eugênio Simon (2009)

Carlos Eugênio Simon (* 3. September 1965 in Braga, Brasilien) ist ein ehemaliger brasilianischer Fußballschiedsrichter.
Der Brasilianer war seit dem 1. Januar 1998 FIFA-Schiedsrichter. Sein erstes Länderspiel leitete er am 29. Juni 2000: Ecuador – Peru.
Simon ist von Beruf Journalist.
Von seinen Kollegen wird er als „Sheriff“ bezeichnet, da er seine Entscheidungen und Aktionen mit z. T. theatralischen Bewegungen in der Art eines waffenziehenden Westernhelden versieht.

## Turniere
- Olympische Sommerspiele 2000:
  - USA – Tschechien (2:2)
  - Australien – Nigeria (2:3)
  - Slowakei – Japan (1:2)
  - Italien – Spanien (0:1)

- Fußball-Weltmeisterschaft 2002 (Japan & Südkorea):
  - England – Schweden (1:1)
  - Kamerun – Saudi-Arabien (1:0)
  - Mexiko – Italien (1:1)

- Fußball-Weltmeisterschaft 2006 (Deutschland):
  - Italien – Ghana (2:0)
  - Spanien – Tunesien (3:1)
  - Deutschland – Schweden (2:0)

- Fußball-Weltmeisterschaft 2010 (Südafrika):
  - England – USA (1:1)
  - Ghana – Deutschland (0:1)

Ebenso war er Spielleiter in vielen Qualifikationsspielen für internationale Turniere sowie in Spielen der Copa América.

## Kritik
Im Jahr 2009 wurde Simon wegen Manipulationsverdachts in Brasilien für sechs Wochen gesperrt. Erstligist Flamengo Rio de Janeiro richtete 2008 einen offiziellen Beschwerdebrief inklusive einer DVD mit Fehlentscheidungen Simons an die FIFA. Dessen ungeachtet wurde Simon für die WM 2010 nominiert.